# Idobi Radio
idobi Radio è una web radio statunitense focalizzata per lo più su musica punk e rock. È stata fondata nel 1999 da Tom Cheney (allora un produttore che lavorava a MTV).

## Programmi attuali
- ALTop 20 Countdown
- Eddie, Jason & Chris Show
- First Person with Josh Madden
- Gumshoe Radio
- The Gunz Show
- Man of the Hour
- Rock The Walls